# Waldemar Jakubaszek
Waldemar Jakubaszek (ur. 20 września 1961 w Lublinie) – polski samorządowiec, były wicemarszałek województwa lubelskiego.

## Życiorys
Ukończył studia na Akademii Rolniczej w Lublinie. Był dyrektorem w firmach Agropol i Wimpol. Działa w Polskim Związku Łowieckim.
W latach 2002–2006 (z ramienia Samoobrony RP) sprawował mandat radnego sejmiku lubelskiego, w 2005 był jego wiceprzewodniczącym. Od 2005 do 2006 sprawował urząd wicemarszałka województwa lubelskiego. W 2006 bez powodzenia ubiegał się o reelekcję z listy Polskiego Stronnictwa Ludowego. Został inspektorem w Lubelskim Urzędzie Wojewódzkim i prezesem Klubu Sportowego „Dąbrowica”.